# New Pants
Die New Pants aus Peking sind eine chinesische Pop-Punk-Band.

## Bandgeschichte
Die New Pants wurden 1996 gegründet, 1998 brachten sie ihr erstes Album „New Pants“ heraus, das im Hongkonger Musikmagazin MCB zu den zehn wichtigsten asiatischen Platten der 90er Jahre auserkoren wurde. 2000 veröffentlichten die New Pants ihr zweites Album „Disco Girl“. Mit dem Video zu ihrer Single „I Love You“ bekam die Band im selben Jahr vom chinesischen Fernsehsender Chanel V den Preis für das „Best Music Video“ zugesprochen.
2002 kam das dritte Studioalbum der New Pants “We are automatic” heraus, 2006 nahmen sie ihr viertes Studioalbum auf. Trotz ihres Erfolges haben sie es bislang nicht geschafft, von ihrer Musik leben zu können. So arbeitet etwa der Keyboarder der New Pants Pang Kuan (27) hauptberuflich als Grafikdesigner, der Sänger und der Gitarrist der Band Peng Lei (27) betreibt tagsüber einen kleinen Laden für ausgefallenes Spielzeug und Devotionalien seiner Lieblingsbands Kiss und Ramones.
Neben vier anderen Bands standen auch die New Pants im Jahr 2005 für den Dokumentarfilm Beijing Bubbles vor der Kamera, der die aufblühende Punk- und Rockszene in Peking porträtiert.

## Diskografie
- New Pants (1998)
- Disco Girl (2000)
- We are automatic (2002)
- Dragon Tiger Panacea (2007)
- Equal Love (2008)
- Go East (2009)